# Et Dieu créa Sœur Mary
Pour plus de détails, voir Fiche technique et Distribution.
Et Dieu créa Sœur Mary (Sister Mary Explains It All) est un téléfilm américain réalisé par Marshall Brickman et écrit par Christopher Durang, diffusé sur Showtime en 2001. Le film est tiré d'une pièce de théâtre de Durang intitulée Sister Mary Ignatius Explains It All For You (en) et datant de 1979.

## Synopsis
Sœur Mary (Diane Keaton) est une religieuse catholique de caractère autoritaire qui éduque des enfants. Son enseignement est fortement influencé par ses croyances fanatiques. Un jour, quatre de ses anciens élèves, Gary (Brian Benben), Aloysius (Wallace Langham), Angela (Laura San Giacomo) et Philomène (Jennifer Tilly), décident de retourner à l'école pour lui montrer à quel point ses idées strictes sur la foi et sur le péché ont affecté leurs vies de façon hostile.

## Fiche technique
- Titre original : Sister Mary Explains It All
- Titre francophone : Et Dieu créa Sœur Mary
- Réalisation : Marshall Brickman
- Scénario : D'après la pièce de théâtre Sister Mary Ignatius Explains It All For You de Christopher Durang
- Musique : Philippe Sarde
- Photographie : Anthony B. Richmond
- Montage : Kristina Boden
- Décors : Carolyn Gee
- Costumes : Suzette Daigle
- Production : Ronald M. Bozman, Kirk Stambler (producteur délégué), Victoria Tennant (productrice déléguée), Jessica Gribetz (productrice associée), Lawrence E. Neiman (producteur associée), Charles Barrington Lewis (coproducteur délégué) et Brian Woods (coproducteur délégué)
- Sociétés de production : Tennant/Stambler Productions
- Société de distribution : Showtime Networks
- Pays d'origine :  États-Unis
- Langue originale : anglais
- Genre : Comédie dramatique
- Durée : 77 minutes
- Dates de diffusion :
  -  États-Unis : 27 mai 2001 sur Showtime
  -  Hongrie : 29 juillet 2007

## Distribution
- Diane Keaton (V. F. : Béatrice Delfe) : Sœur Mary Ignatius
- Brian Benben : Gary Sullivan
- Wallace Langham : Aloysius Benheim
- Laura San Giacomo : Angela DiMarco
- Jennifer Tilly : Philomena Rostovich
- Max Morrow : Thomas
- Martin Mull : Le mari sceptique
- Victoria Tennant : L'amère divorcée
- Joanne Boland : Cynthia Johnson
- Jon Davey	: Tony Cardonelli
- Joan Gregson : La femme sourde
- Linda Kash : La femme du mari sceptique
- B.J. Woodbury : Le conducteur de camion
- Jocelyne Zucco : Mme Cardonelli

## Autour du téléfilm
- Et Dieu créa Sœur Mary a été filmé à Toronto, en association avec Columbia TriStar Television[1].
- Quinze ébauches de scénarios ont été écrites avec Marshall Brickman et les producteurs pour adapter la pièce de théâtre[2].
- Au départ, le titre du téléfilm devait être Sister Mary, mais Christopher Durang a trouvé qu'il était trop courant et a préféré choisir le titre original de sa pièce de théâtre[3].
- Pour le rôle principal, Diane Keaton a été le premier le choix du réalisateur. Elle a été auditionnée contre son gré mais a accepté le rôle parce qu'elle pensait qu'elle ne pouvait pas le faire[4].
- La Ligue catholique pour les Droits Religieux et Civils s'est opposée à la représentation du catholicisme dans le téléfilm et a publié une annonce dans Variety pour protester contre sa diffusion[5],[6]. William A. Donohue, le président de la Ligue catholique, a appelé à un boycott de Viacom, la maison mère de Showtime[7].

## Distinction
Max Morrow a été nommé en 2002 pour le Young Artist Award de la « Meilleure prestation dans un téléfilm, mini-série ou special - Second rôle masculin » pour son rôle de Thomas.